# Trond Egil Soltvedt
Trond Egil Soltvedt est un footballeur norvégien né le 15 février 1967 à Voss. Il évoluait au poste de milieu de terrain.
Ce joueur possède quatre sélections en équipe de Norvège.

## Palmarès
Viking FK
- Champion de Norvège (1) : 1991
- Vainqueur de la Coupe de Norvège (1) : 1989

 Rosenborg BK
- Champion de Norvège (3) : 1995, 1996, 1997
- Vainqueur de la Coupe de Norvège (1) : 1995